# Pleurogonium californiense
Pleurogonium californiense är en kräftdjursart som beskrevs av Menzies1951. Pleurogonium californiense ingår i släktet Pleurogonium och familjen Paramunnidae. Inga underarter finns listade i Catalogue of Life.